# Манкала

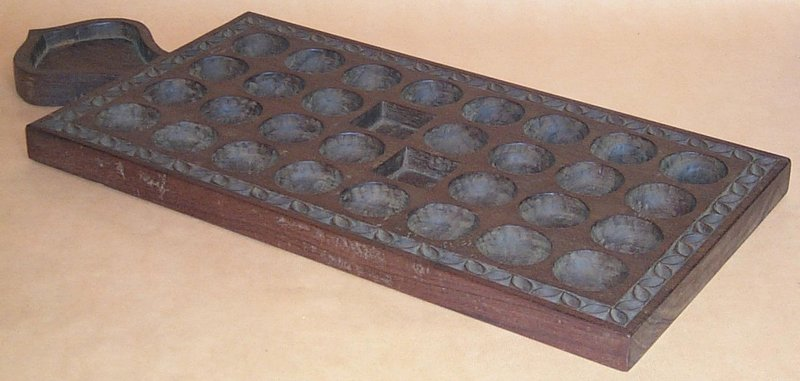
Дошка для гри в бао ручної роботи із Занзібару

Манкала (також гра в камінці) — сімейство настільних ігор для двох гравців. Поширених по всьому світу (особливо в Африці, Середній Азії, а також в деяких областях Південно-Східної Азії та Центральної Америки). Роль ігор "манкала" в Африці та Азії можна порівняти зі значенням і роллю гри в шахи на Заході. Серед класичних ігор сімейства манкала найпоширенішими є варі, омвесо та бао. Багато авторів розробляють нові варіанти гри. Найпопулярніша сучасна гра виду манкала - калах.

## Назва

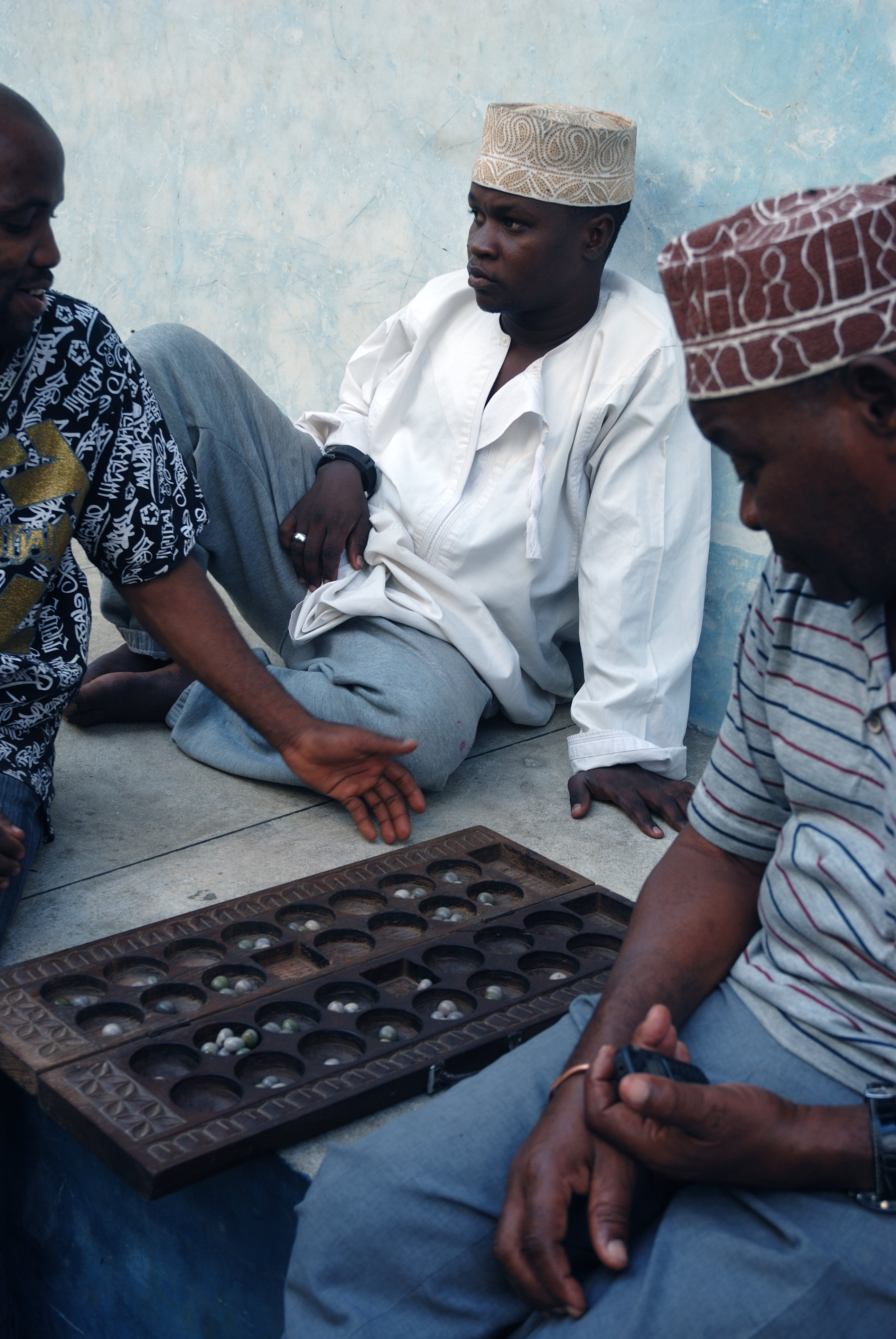
Гравці у Занзібарі

Існує широко хибна думка, наче манкала - це окремий вид гри. Ця помилка виникла через те, що західні фірми випустили кілька спеціальних ігор з подібною назвою (хоча насправді то були лише різновиди манкали). Також неправильною є думка, що манкала - це основна гра, а від неї вже йдуть кілька інших додаткових ігор, менших за значенням, на взір квестів.
Слово «манкала» походить від арабського слова naqala (дослівно: «переміщати»).
Наразі не можливо класифікувати всі назви, оскільки для різних регіонів манкала може мати різні значення. В залежності від країни правила також можуть змінюватися. У деяких випадках навіть в одному регіоні гра може мати різні назви а подекуди і правила, скажімо по-різному називатися у чоловіків та жінок. Не дивлячись на певні розбіжності можна вивести основні правила гри, які не змінюються.
Назви ігор цього сімейства часто походять від назв предметів, інвентарю або дій, які здійснюють гравці. Наприклад від слова mbao мовою суахілі («дошка») походять назви бао і амба, а від michezo ya mbao («гра на дошці») - омвесо. Варі означає «будинок» (слово «будинок» використовується замість слова «лунка»).

## Правила гри

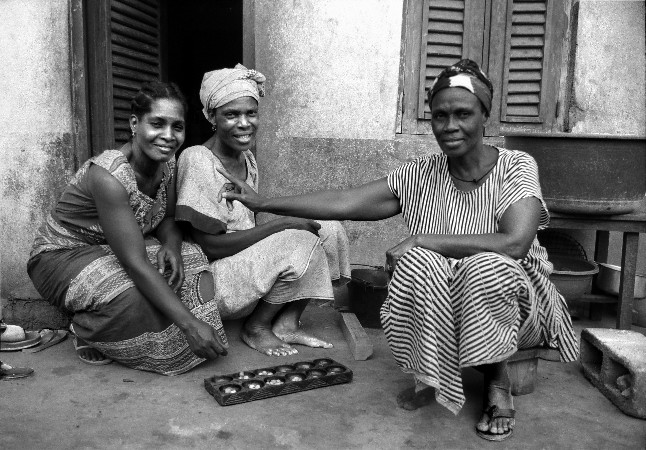
Гравці в оваре

В ігри манкала грають удвох. Серед «сталих» правил можна виділити такі: кожному гравцю належить ряд із шести лунок і більша лунка-калах, праворуч від гравця. У каласі збираються виграні фішки. Для початку розкладете по шести фішок у кожну маленьку лунку. По черзі гравці беруть всі фішки з будь-якої своєї маленької лунки й розкладають їх по однієї в кожну лунку, як правило проти годинникової стрілки. Остання фішка, що впала в калах, надає право на додатковий хід. Якщо остання фішка впала "свою" лунку, гравець забирає її й чужі фішки з лунки навпроти в калах. Супротивник не може почати хід з лунки, у яку опустилася остання фішка. Гра закінчується, коли гравцеві нема чим зробити хід. Супротивник збирає фішки, що лишилися на його стороні у свій калах. Перемагає той, хто набрав більше фішок.